# Brants' fluitrat
Brants' fluitrat (Parotomys brantsii) is een knaagdier uit het geslacht Parotomys.

## Kenmerken
In het zuiden van de Kalahari is de bovenkant van het lichaam geel en de onderkant wit, in het noorden van West-Kaap is de bovenkant bruingeel en de onderkant vuilwit. De neus en de bovenkant van het voorste stuk van de staart zijn oranjerood. De rest van de staart is daarentegen roodbruin. Dit dier heeft grote oren en korte poten. De voortanden zijn gegroefd. De totale lengte bedraagt 22 tot 27,5 cm, de staartlengte 8 tot 11 cm en het gewicht 90 tot 165 gram. Vrouwtjes hebben 0+2=4 mammae.

## Leefwijze
Deze soort eet allerlei planten, voor een groot deel succulenten. Al het water dat het dier nodig heeft haalt het uit zijn voedsel. In de lente of zomer worden een tot drie jongen geboren. De jongen hangen de eerste week van hun leven aan de tepels van hun moeder en worden door haar rondgesleept. Het dier wordt gegeten door roofvogels, slangen en mangoesten. Deze soort is voornamelijk overdag actief. De dieren graven holen, die worden bewoond door een paartje met hun nakomelingen. Het eten wordt van planten afgebeten en in het hol opgegeten.

## Verspreiding
Deze soort komt voor in Zuidoost-Namibië, Zuidwest-Botswana en de Zuid-Afrikaanse provincies West-Kaap, Oost-Kaap en Noord-Kaap.
Brants' fluitrat (Parotomys brantsii) · Parotomys littledalei